# SabadellHerrero
SabadellHerrero es la marca con la que opera Banco Sabadell en Asturias y la provincia de León tras la adquisición del Banco Herrero por parte del Banco Sabadell. El SabadellHerrero se dedica a la banca comercial para particulares y empresas.
En julio de 2015, se anunció que Banco Sabadell había decidido unificar sus marcas territoriales bajo el nombre 'Sabadell'. En agosto, comenzarían a desarrollarse los cambios de rotulación en las oficinas con las marcas SabadellAtlántico y SabadellCAM. SabadellHerrero, SabadellGuipuzcoano y SabadellGallego pasarán a adoptar también la nueva denominación en el futuro. SabadellUrquijo y SabadellSolbank se mantendrán.

## Historia
En septiembre de 2000, la Caixa acordó la venta del 98,89% de Banco Herrero a Banco Sabadell, a cambio de una participación del 15% en el capital de este último.
En enero de 2001, Banco Sabadell tomó el control de Banco Herrero, tras la materialización del mencionado acuerdo.
El 29 de junio de 2002, se aprobó el proyecto de fusión por absorción de Banco Herrero por Banco Sabadell. 
Finalmente, el Banco Herrero desapareció como persona jurídica en septiembre de 2002, al ser fusionado por absorción por el Banco Sabadell.
Con el objetivo de seguir la estrategia multimarca del Banco Sabadell lanzada en 2002, el 17 de enero de 2003 se creó la marca comercial SabadellHerrero para Asturias y la provincia de León. Las oficinas de Banco Herrero que quedaron fuera de estos territorios se integraron en la marca comercial SabadellAtlántico.
En julio de 2015, se anunció que Banco Sabadell había decidido unificar sus marcas territoriales bajo el nombre 'Sabadell'. En agosto, comenzarían a desarrollarse los cambios de rotulación en las oficinas con las marcas SabadellAtlántico y SabadellCAM. SabadellHerrero, SabadellGuipuzcoano y SabadellGallego pasarán a adoptar también la nueva denominación en el futuro. SabadellUrquijo y SabadellSolbank se mantendrán.

## Servicios
La entidad da servicio comercial a particulares y empresas. El compromiso de liderazgo de SabadellHerrero con sus clientes se evidencia también en la firma de convenios que establecen condiciones preferentes de financiación con diferentes asociaciones empresariales y colectivos profesionales de Asturias y León. 

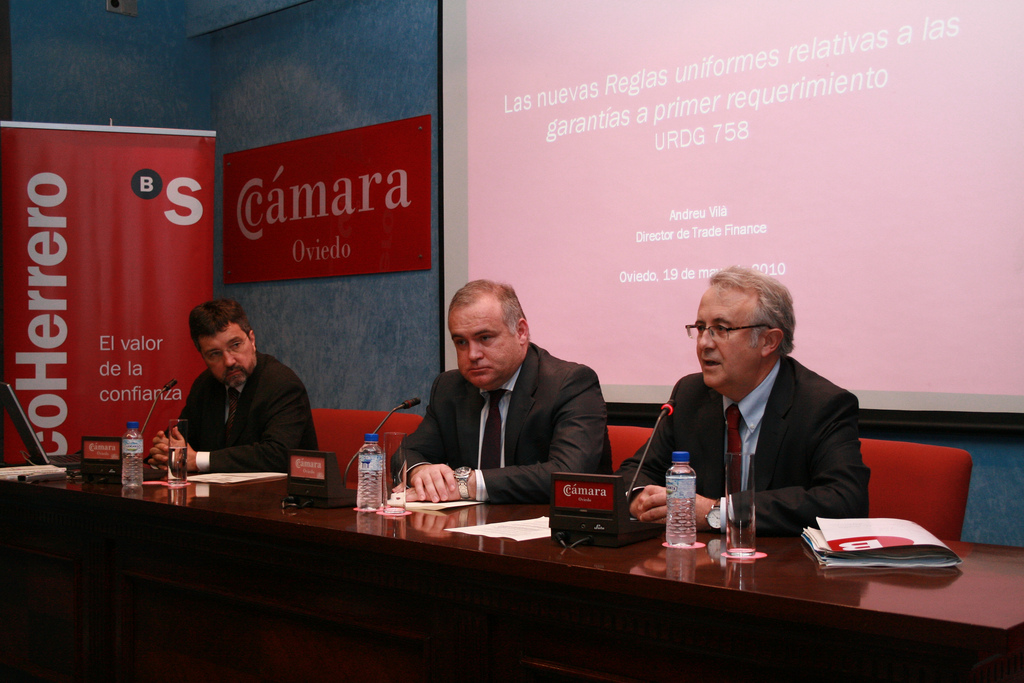
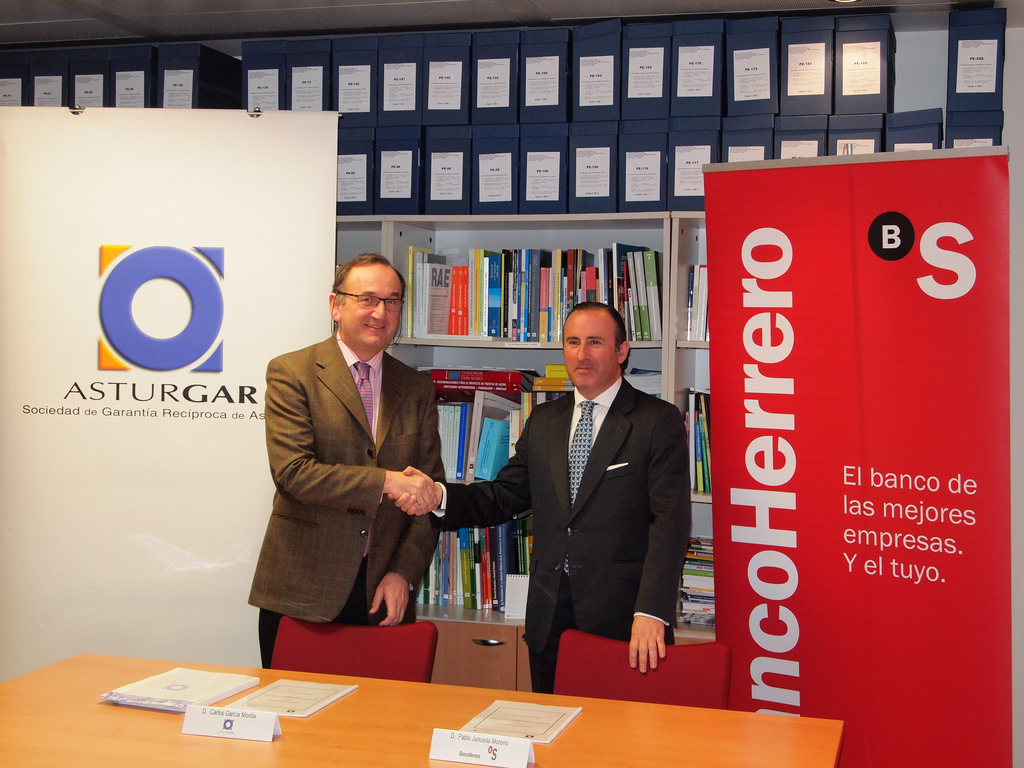